# Беслан
Беслан (на осетински: Беслæн как звучи) е град в Русия, административен център на Деснобрежкия район на Северна Осетия. Населението на града през 2010 година е 36 425 души, трети по големина в Северна Осетия.

## История

### Терористичен акт в Беслан
Градът става известен с трагедията си, настъпила при терористичен акт на чеченски бунтовници през септември 2004 година.

## География
Градът е разположен на десния бряг на река Терек, на 15 км от Владикавказ и на 8 км от границата с Ингушетия.

## Население
- 1939 – 5900 жители
- 1959 – 19 385 жители
- 1970 – 26 893 жители
- 1979 – 29 879 жители
- 1989 – 32 469 жители
- 2002 – 35 550 жители
- 2010 – 36 425 жители

## Личности
- Алан Бадоев – украински режисьор и клипмейкър
- Алан Дзагоев – футболист, играч на ЦСКА и националния отбор по футбол на Русия
- Алан Дудаев – руски световен шампион на свободна борба
- Аслан Засеев – руски футболист
- Бесик Кудохов – руски борец в свободен стил, европейски и световен шампион, олимпийски медалист
- Вадим Бероев – съветски актьор
- Рамазан Дзагоев – руски треньор по свободна борба
- Сослан Кцоев – руски борец в свободен стил, руски и европейски шампион
- Сослан Фраев – съветски, руски борец в свободен стил, европейски шампион
- Таймураз Мамсуров – президент на Северна Осетия
- Тимур Кусов – руски журналист, репортер